# Vitória (Colúmbia Britânica)
Vitória (em inglês: Victoria) é a capital da província canadense da Colúmbia Britânica, está localizada na ponta sul da Ilha de Vancouver ao longo da costa oeste do Canadá. De acordo com o censo canadense de 2016, a cidade tinha uma população de 85.792, enquanto a área metropolitana da Grande Vitória tinha uma população de 383.360, tornando-se a 15ª região metropolitana mais populosa do Canadá. A cidade de Vitória é a 7ª cidade mais densamente povoada no país, com 4.405 pessoas por quilômetro quadrado, o que é uma densidade populacional maior do que a de Toronto (a maior cidade do país).
Vitória é a mais meridional grande cidade do oeste do Canadá, e está localizada a cerca de 100 quilômetros da maior cidade da Colúmbia Britânica, Vancouver no continente. A cidade está a cerca de 100 quilômetros de Seattle por avião, a balsa Victoria Clipper, opera diariamente durante todo o ano, entre Seattle e Vitória e também para Port Angeles no Estado americano de Washington, e a balsa Coho opera nas regiões próximas ao Estreito de Juan de Fuca.
Nomeada em homenagem a Rainha Vitória do Reino Unido e, na época, na América do Norte Britânica, Vitória é uma das cidades mais antigas do noroeste do Pacífico, o assentamento existe desde 1843. A cidade manteve um grande número de seus edifícios históricos, em particular seus dois marcos mais famosos, os edifícios legislativos (terminados em 1897 e lar da Assembléia Legislativa da Colúmbia Britânica) e o hotel Imperatriz (inaugurado em 1908). A Chinatown da cidade é a segunda mais antiga da América do Norte depois da Chinatown de São Francisco na Califórnia. Os povos das Primeiras Nações de Salish estabeleceram comunidades na área muito antes dos assentamento europeus não nativos, possivelmente milhares de anos antes, eles tinham grandes populações no momento da exploração e do contato europeu.
Conhecida como "The Garden City" (em português: A cidade jardim), Vitória é uma cidade atraente e um destino turístico popular, com um setor de tecnologia próspero que passou a ser seu maior gerador de receita da indústria privada. Vitória sempre está entre as 20 cidades com a maior qualidade de vida no mundo, de acordo com as estatísticas da Numbeo. A cidade tem uma grande população estudantil não local, que vem para estudar na Universidade de Vitória, no Camosun College, na Universidade Royal Roads, e no Colégio de Arte de Vitória. Vitória é uma cidade muito popular entre os velejadores e surfistas, por causa das suas belas e acidentadas costas e praias. A cidade também é muito popular entre os idosos e aposentados do Canadá, que vêm para desfrutar do clima temperado e ameno geralmente sem neve da cidade, bem como o ritmo geralmente descontraído e agitado de Vitória.

## Atrações

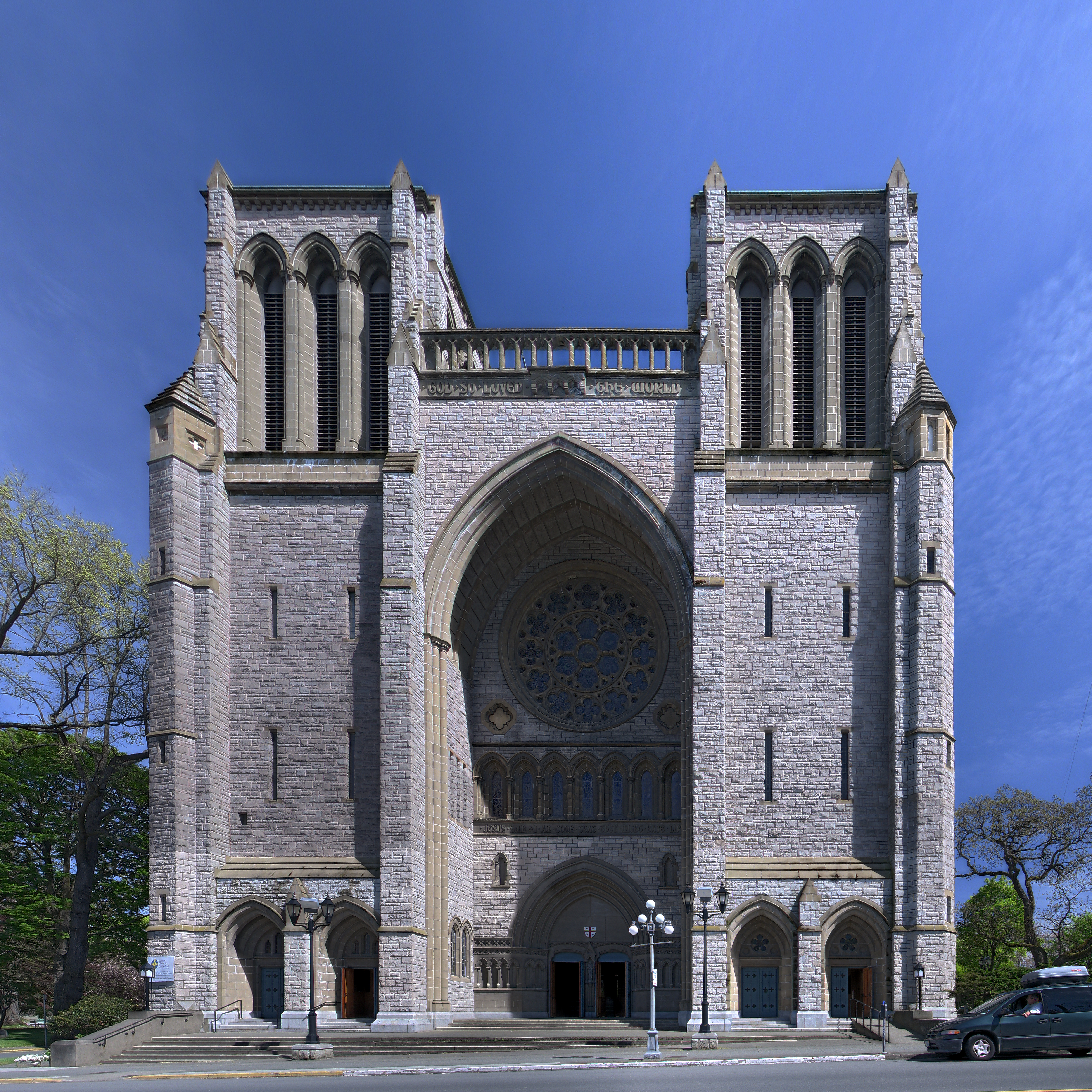
Christ Church Cathedral

O Beacon Hill Park é o principal espaço verde da cidade. A sua área de 75 hectares, adjacente à costa sul de Vitória, inclui inúmeros campos de jogos, jardins cuidados, exóticas espécies de plantas e animais, assim como pavões, um pequeno zoo e excelentes vistas do Estreito de Juan de Fuca e das Montanhas Olímpicas. O cricket é jogado no Beacon Hill Park desde meados do século XIX. Cada Verão o Beacon Hill Park recebe vários concertos, e o Luminara Community Lantern Festival.
A extensa rede de parques de Vitória também inclui algumas áreas de habitat natural do Carvalho de Garry, um cada vez mais escasso ecossistema que outrora dominou a região.

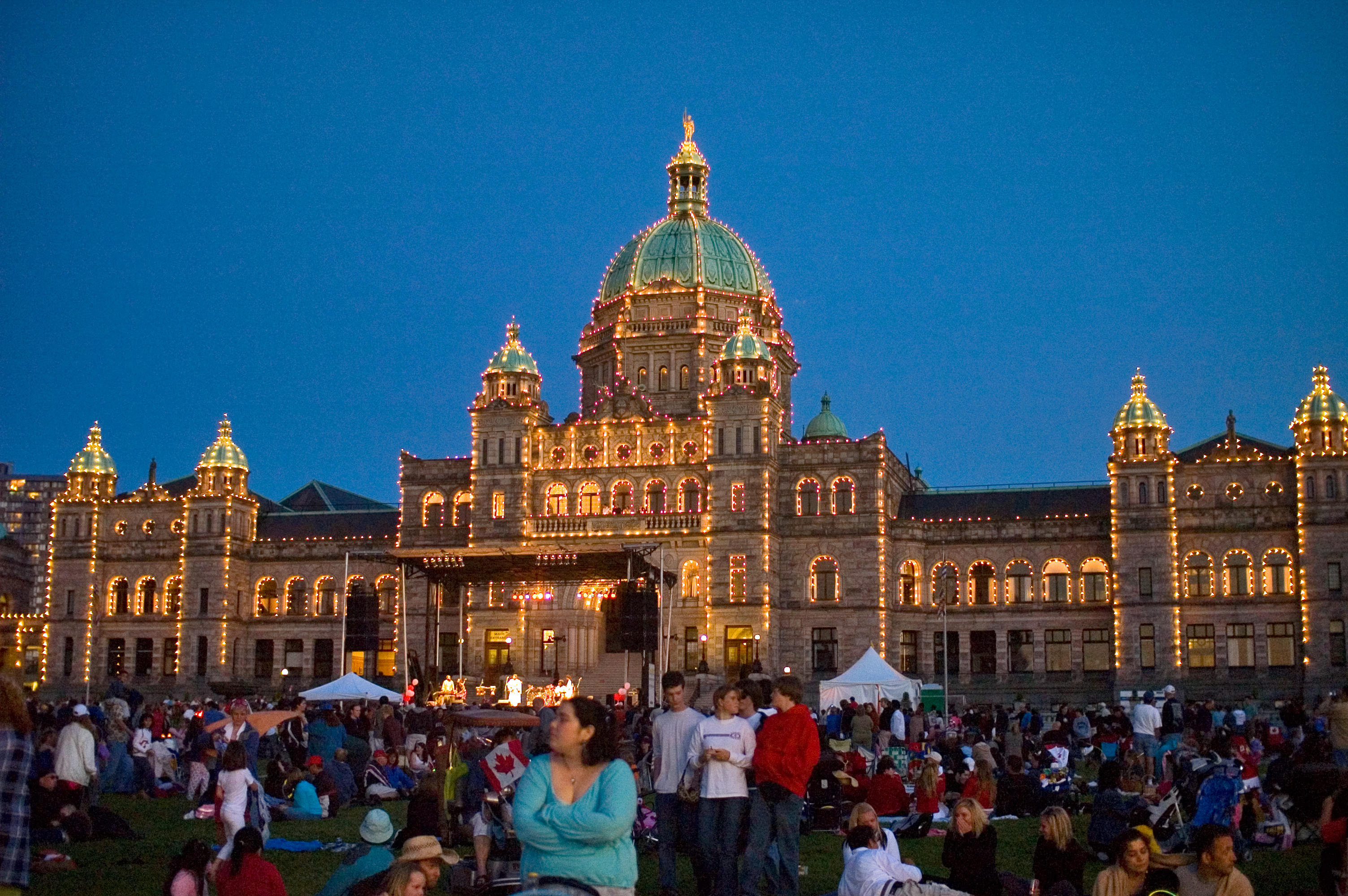
Canada Day nos Edifícios Legislativos da Colúmbia Britânica

No centro estão os Edifícios Legislativos da Colúmbia Britânica, o Empress Hotel, o Museu da Estação de Polícia de Vitória, a catedral gótica Christ Church Cathedral, e o Museu Real da Colúmbia Britânica/Teatro Nacional Geográfico IMAX, com exposições sobre os ameríndios locais, história natural e história moderna, entre outros temas. Para além disso ficam também na baixa a casa da artista e escritora Emily Carr, o Royal London Wax Museum, o Zoo de Insectos de Vitória, a Praça do Mercado e os Jardins Submarinos do Pacífico, que mostra a vida marinha na Colúmbia Britânica. A mais antiga (e intacta) Chinatown do Canadá localiza-se na baixa. A Galeria de Arte da Grande Vitória localiza-se próxima ao centro, no bairro de Rockland, a vários quarteirões do Castelo de Craigdarroch, construído por James Dunsmuir, e da Casa do Governo, residência oficial do governador da Colúmbia Britânica.
Numerosos outros edifícios históricos localizam-se no centro da cidade, incluindo: a Escola de Santa Ana (1845); a Casa de Helmcken (1852), construída para o primeiro médico de Vitória; o Templo Emanuel (1863) a mais velha sinagoga em uso contínuo no Canadá; o Colégio de Angela (1865); a Igreja de Nosso Senhor (1874), construída para abrigar uma congregação anglicana; a Igreja Presbiteriana de Santo André (1890); a Igreja Metodista Metropolitana (1890), o actual Conservatório de Música de Vitória; a Catedral de Santo André (1892); e os Jardins de Cristal (1925), originalmente uma piscina de água salgada, restaurado como conservatório e, mais recentemente, uma atracção turística chamada B.C. Experience, que fechou em 2006.
A Base Naval CFB Esquimalt, na municipalidade adjacente de Esquimalt tem um museu-base dedicado à história naval e militar.
A norte da cidade, na península de Saanich estão os Jardins de Butchart, uma das maiores atrações turísticas na Ilha Vancouver, assim como o Observatório Astrofísico Dominion, os Jardins de Borboletas de Vitória e o planetário Centro do Universo. Importantes museus em Vitória incluem o Museu Real da Colúmbia Britânica e o Museu Marítimo da Colúmbia Britânica. Há também vários sítios históricos naturais próximos a Vitória, tais como o Farol de Fisgard, a Herdade e Escola de Craigflower, o Castelo de Hatley e o Parque de Hatley e a Colina de Forte Rodd, um forte de artilharia costeiro construído nos anos 1890, a oeste da cidade, em Colwood. Também a oeste da cidade fica o Western Speedway.

## Personalidades

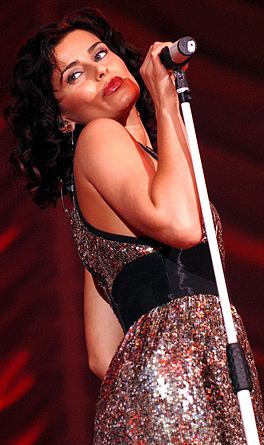
Nelly Furtado

As seguintes personalidades nasceram em Vitória:
- Nelly Furtado
- Emily Carr
- Russ Courtnall
- Geoff Courtnall
- David Foster
- Nell Shipman
- Cliff Thorburn
- Sarah Kaufman

## Cidades-Irmãs
- Suzhou, China
- Morioka, Japão
- Napier, Nova Zelândia
- Khabarovsk, Rússia